# Муйньос
Муйньос (гал. Muíños, ісп. Muíños) — муніципалітет в Іспанії, у складі автономної спільноти Галісія, у провінції Оренсе. Населення — 1821 осіб (2009).

## Географія
Муніципалітет розташований на португальсько-іспанському кордоні.
Муніципалітет розташований на відстані близько 400 км на північний захід від Мадрида, 44 км на південь від Оренсе.
Муніципалітет складається з таких паррокій: Баршес, Кадос, Коусо-де-Салас, Фарнадейрос, Ас-Маус-де-Салас, Муїньйос, Парада-де-Вентоса, Поркейрос, Прадо-де-Лімія, Рекіас, Соуто-де-Лімія, Шермеаде.

## Демографія
Динаміка населення (INE ):

## Галерея зображень

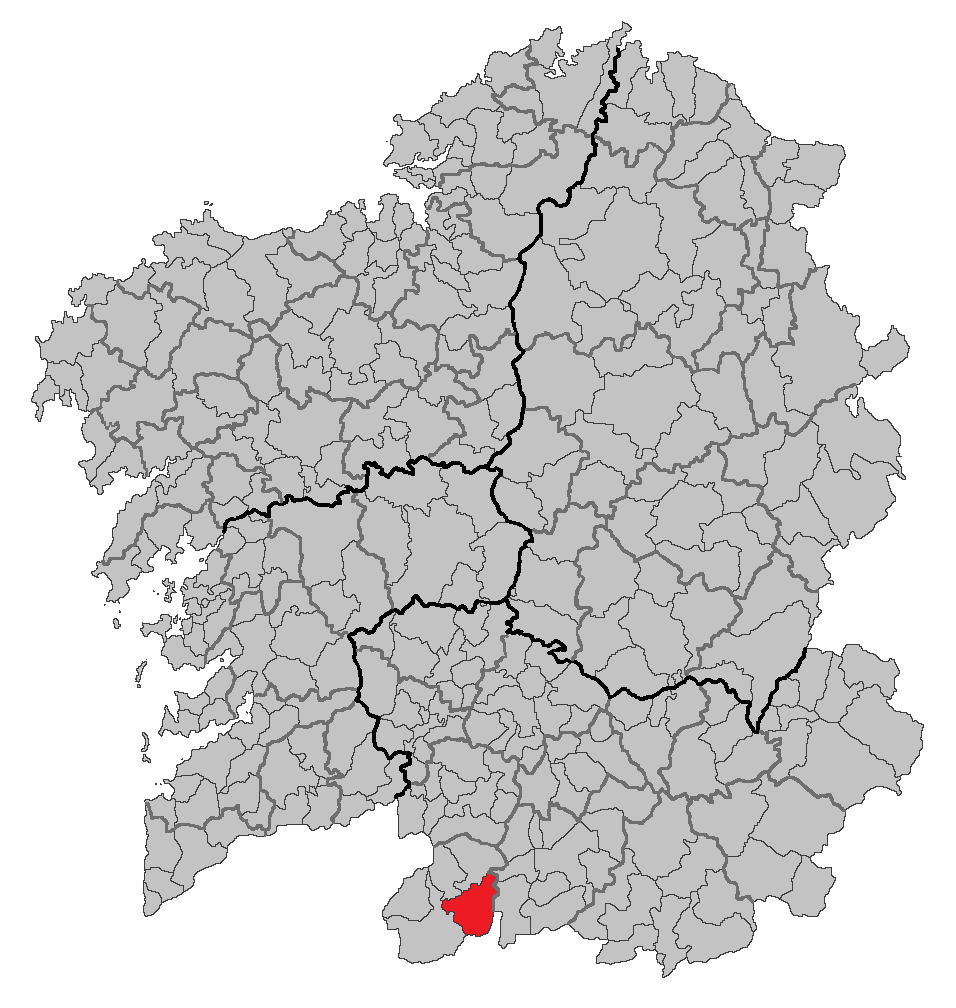
Розташування муніципалітету